# Richard Hambleton
Richard Hambleton (Vancouver, giugno 1952 – New York, 29 ottobre 2017) è stato un pittore canadese che visse e lavorò nel Lower East Side a New York.
È stato chiamato il padrino della street art e, fino al suo decesso, era l'unico membro superstite del gruppo che, insieme a Keith Haring e Jean-Michel Basquiat, ebbe grande successo emergendo dalla scena artistica newyorkese durante il boom del mercato dell'arte negli anni '80. Molto del lavoro di Hambleton è stato paragonato all'arte dei graffiti, nonostante l'artista considerasse le sue opere "arte pubblica".

## Infanzia e gioventù
Richard Hambleton è nato a Vancouver in Canada nel giugno 1952. Ottenne il diploma in belle arti presso l'Emily Carr School of Art di Vancouver nel 1975. L'artista fu anche fondatore e co-direttore di "Pumps - Centro per l'arte alternativa", una galleria di Vancouver che si occupava di video e performance.

## Image Mass Murder

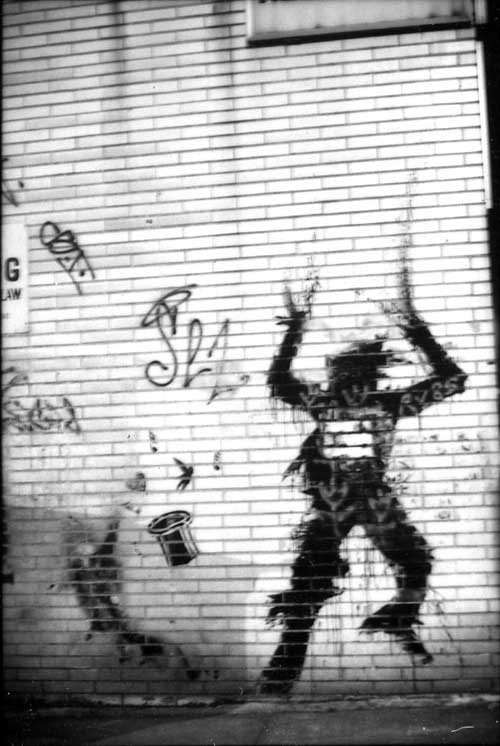

L'arte pubblica della sua fase giovanile è degna di nota per le sue immagini di omicidi di massa (Image Mass Murder). Dal 1976 al 1979 Hambleton dipinse la tipica sagoma di gesso della polizia attorno ai corpi delle volontarie "vittime di omicidio". Successivamente sparse della pittura rossa sulle linee, lasciando dietro di sé delle scene del crimine dall'aspetto realistico. Queste "scene del crimine" furono realizzate sulle strade di molte delle maggiori città degli Stati Uniti e del Canada. Come i successivi dipinti degli uomini-ombra (Shadowman), queste sue opere avevano spesso l'effetto di sbigottire e sorprendere i passanti.

## Shadowman
Richard Hambleton è famoso soprattutto per i suoi dipinti Shadowman nei primi anni '80. Ogni dipinto rappresenta l'immagine di una silhouette a grandezza naturale appartenente a delle persone misteriose, l'ombra schizzata di una figura. Questi dipinti-ombra sono realizzati schizzando e spennellando la vernice nera su centinaia di edifici e altre strutture sparse per New York. Le location erano state pensate per ottenere il massimo impatto sui passanti ignari. Molto spesso, un uomo-ombra poteva essere trovato in un vicolo buio o appostato furtivamente subito dietro l'angolo. Hambleton successivamente allargò l'ambito del suo progetto e dipinse questi uomo-ombra in altre città, comprese Parigi, Londra e Roma e persino 17 figure a grandezza naturale nel 1984 sul lato Est del Muro di Berlino, ritornando poi un anno dopo a decorare anche il lato Ovest.

## Marlboro Man
Andando oltre l'arte pubblica, Hambleton realizzò una variazione dei suoi lavori-ombra, tra cui una specie di uomo-rodeo (Rodeo man) o uomo-Marlboro (Marlboro man) spesso in groppa ad un cavallo recalcitrante. Questa serie fu dipinta su tele e altri materiali sui quali poteva essere mostrata al pubblico come opera d'arte. Ispirato dalle pubblicità sulle riviste della Marlboro (famosa marca di sigarette), che in alcuni aspetti sfruttava l'immaginario dell'eroe americano per vendere il suo prodotto, Hambleton si appropriò dell'immagine e la modificò per creare una nuova serie di opere. Alcuni dipinti hanno anche il lettering tipico delle pubblicità Marlboro che si intravede attraverso un livello di vernice trasparente. In questo modo, il lavoro presenta allo spettatore l'ispirazione originale che sta dietro all'opera, insieme alla drammatica alterazione e all'espressione dell'artista, dando forma ad una testimonianza di come le immagini e le idee che rappresentano possano essere manipolate per raggiungere risultati sia artistici che commerciali. Non solo l'immagine dell'uomo Marlboro ma anche il paesaggio circostante (chiamato Marlboro Country nelle pubblicità) fu trasformato per entrare a far parte del tema generale di questa serie.

## Beautiful Paintings
Richard Hambleton continuò con un nuovo gruppo di lavori che intitolò Beautiful Paintings. In queste opere, l'artista utilizzò vernice trasparente su uno sfondo di fogli di metallo in modo da riflettere luce e colore verso e a partire dallo spettatore, che inconsapevolmente diventava parte dell'effetto visivo. Alcuni pezzi furono realizzati con dei fogli metallici sulla tela e altri direttamente su una superficie metallica o simile ad uno specchio. Con un forte uso del colore, queste opere sono in notevole contrasto con in suo precedente lavoro "ombra". Hambleton dichiarò che questo lavoro fu una reazione all'abbondanza di quadri figurativi presenti nelle gallerie all'epoca, alla quale decise di aggiungere opere figurative realizzate da lui stesso. Hambleton disse che cercò intenzionalmente una sensibilità differente rispetto ai suoi lavori precedenti.

## Gallerie, musei e collezioni
Nel corso della sua carriera, il lavoro di Richard Hambleton (compresi i dipinti su tela o carte dei suoi lavori-ombra) è stato esposto in tutto il mondo in musei e gallerie tra i più celebri ed autorevoli. Una sua opera è stata presentata alla Biennale di Venezia nel 1984 e un'altra nel 1988; il suo lavoro è parte di numerose collezioni permanenti, tra cui quella del MOMA.

## Rinnovato interesse
Nel 2007, il direttore della Woodward Gallery di New York, John Woodward, aiutò il rilancio dell'interesse per il lavoro di Humbleton, ospitando la prima personale dell'artista dopo più di dieci anni. La mostra realizzata, The beautiful paintings, ottenne grande riconoscimento, visto che mostrava la più grande collezione all'epoca della serie The Beautiful Paintings. La mostra fu anche la prima ad associare il nome dell'artista ai suoi lavori più recenti (The Beautiful Paintings) nella mente del pubblico. Hambleton dipinse addirittura il suo marchio di fabbrica, la silhouette di un solitario uomo-ombra nero, sul muro della galleria in modo da salvaguardare i suoi dipinti, che misero in evidenza e aggiunsero contesto alla vivace direzione artistica dell'artista dopo la fase ombra.

## Retrospettive
Nel 2009, le opere di Richard Hambleton furono esposte in una mostra che celebrava i 40 anni di carriera dell'artista, intitolata Richard Hambleton - New York. La mostra fu il risultato di uno sforzo collaborativo tra Vladir Restoin Roitfeld, Andy Valmorbida e Giorgio Armani. Trentacinque pezzi del lavoro di Hambleton, datati a partire dai primi anni '80, furono mostrate al pubblico, posizionando le sue opere Shadowman e Marlboro Man su tela ed altri materiali accanto ai suoi Beautiful Paintings. Lo show fu un vero successo e tutte le opere furono vendute.
Parte della mostra ospitava una serie di immagini del fotografo, autore e produttore musicale Hank o'Neal che fotografò molte delle opere Shadowman di Hambleton nel 1982. Si dice che O'Neal scovò la posizione degli uomini-ombra in modo da immortalarli perché sentiva che erano esempi interessanti dell'arte dei graffiti che all'epoca era prevalente. Sensazionali in quanto a bellezza e realismo, le fotografie di O'Neal si configurano sia come arte che come atto di documentazione, riportando una prospettiva onesta della natura dell'arte pubblica di Hambleton dei primi anni ottanta.
Presentato in uno spazio al 560 di Washington Street a New York, l'evento fu largamente pubblicizzato e presentato come una parte della New York Fashion Week. Realizzato in modo da essere un evento artistico, simile a quelli dei giorni di Andy Warhol, il vernissage attrasse molte celebrità tra cui Mary J. Blige, Bruce Willis, Alicia Keys e Jennifer Aniston e un tornito gruppo di supermodelle comprese Lily Donaldson e Bar Refaeli. La mostra aprì il 15 settembre 2009 e segnò a parere di molti l'entrata di Hambleton nell'Olimpo della storia dell'arte moderna.

## Mostre recenti
Nel 2010, il ritorno alla ribalta di Hambleton proseguì e l'artista ottenne una rinnovata attenzione del pubblico grazie ad una mostra a Milano presso il Teatro Armani, presentata ufficialmente da Armani e curata da Andy Valmorbida e Vladimir Restoin Roitfeld.
Nel corso dell'annuale dinner party organizzato da amfAR in favore della ricerca contro l'AIDS del 2010, tenutosi durante il Festival di Cannes, due dipinti dell'artista furono messi in asta e battuti per un ammontare complessivo di 920,000 dollari.

## Critici e riviste d'Arte
Il critico del New York Times, Michael Brenson, commentando le eccezionali qualità di Hambleton nella tecnica pittorica, scrisse "Quando getta il bianco o il nero sulla tela, le sue onde si infrangono, il suo cavallerizzo viene disarcionato, l'uomo vittima di colpo da sparo sembra esplodere in mille pezzi.
PAPERMAG nell'ottobre 2009 scrisse a proposito di Hambleton: "Memo per Banksy: devi a Hambleton una piccola fortuna in royalties. E anche tu KAWS. Le opere di Hambleton dei primi anni '80 (i dinamici uomini-ombra dipinti agli angoli delle strade e nei vicoli) sono chiaramente dei precursori del boom dell'arte dei graffiti degli anni 2000 e Hambleton stesso, contemporaneo di Keith Haring e Jean-Michel Basquiat, è uno dei suoi padrini non riconosciuti."

## Influenze
Blek le Rat (Xavier Prou), quando il Collettivo Wooster gli chiese quale artista ammirasse, dichiarò: "Della vecchia scuola mi piace molto Richard Hambleton. Questo americano di New York fu il primo artista di strada ad esportare il suo lavoro in tutto il mondo. Il fatto che lo fece all'inizio degli anni '80 fu davvero incredibile! Questo ragazzo posizionò le sue ombre in ogni città d'Europa e quindi lo si può trovare a Parigi, Londra, Roma, Berlino...".
Victor Matthews, un artista nato a Brooklyn nel 1963 e diplomato alla High School of Art and Design di New York, cita artisti quali Ketih Haring e Richard Hambleton come sua ispirazione, artisti che, dice, "crearono loro stessi le strade delle città e le metropolitane".
Il lavoro di Banksy può essere considerato l'esempio più famoso di arte di strada nel mondo, ma l'uomo che lo ispirò e lo spinse a tirare fuori i suoi stencil e le sue vernici spray nel cuore della notte fu Richard Hambleton.